# Cervignano d'Adda
Cervignano d'Adda är en ort och kommun i provinsen Lodi i regionen Lombardiet i Italien. Kommunen hade 2 189 invånare (2018).